# D/1894 F1 Denning
D/1894 F1 (Denning) è una cometa periodica appartenente alla famiglia delle comete gioviane e come indica la lettera D è anche una cometa perduta, ossia una cometa che non è stata osservata ai successivi passaggi al perielio. Nel giugno 1925 ha avuto un passaggio ravvicinato col pianeta Giove.

## Riscoperta
Il 2 agosto 2024 è stato annunciato che la cometa è stata ritrovata e che pertanto il suo nome è divenuto 489P/Denning. La riscoperta è stata effettuata da Maik Meyer, un'astrofilo tedesco, che l'ha identificata nell'asteroide 2007 HE4 .